# Андронов, Алексей Викторович
Алексе́й Ви́кторович Андро́нов (род. 12 декабря 1972, Ленинград) — российский лингвист. Кандидат филологических наук, доцент Санкт-Петербургского университета и заведующий отделением балтистики кафедры общего языкознания Филологического факультета. Иностранный член-корреспондент Академии наук Латвии. 

## Биография
В 1995 году окончил отделение русского языка и литературы Санкт-Петербургского государственного университета, дипломная работа «Очерк литовского языка. Словоизменение». В 1993—1994 годах проходил стажировку на кафедре балтийской филологии Вильнюсского университета, а в 1996—1997 — на кафедре балтийских языков Латвийского университета. В 1999 году защитил кандидатскую диссертацию «Сопоставительная грамматика литовского и латышского языков. Словоизменение».
Преподает латышский и литовский языки, теоретическую сопоставительную грамматику балтийских языков и другие предметы. Председатель организационного комитета ежегодных международных конференций «Балтистика в Петербурге» (1998—2008). Член редакционных советов журналов «Acta Linguistica Lithuanica» (2001—2010), «Baltu filoloģija», «Lietvių kalba» и «Vārds un tā pētīšanas aspekti». Награждён Медалью ордена Великого князя Литовского Гядиминаса.
Научные интересы: фонология, акцентология, морфология; балтийские языки, сопоставительная грамматика, представление грамматики в словаре, корпусная лингвистика, история балтистики, латгалистика (в частности история культурной жизни латгальцев в Советской России).